# 賴赫曼大學
赖赫曼大学 (希伯來語：‎ Ha-Merkaz ha-Bentehumi Hertseliyya；前稱IDC Herzliya) 是一所位於以色列赫兹利亞的私立研究型大學，在1994年由乌里尔·赖赫曼建基於常春藤大學聯盟模式而建學校提供本科、研究生學位，並且提供博士學位。2021年成為以色列第一所私立大學。